# Campionati svizzeri di ski cross 2014
I Campionati svizzeri di ski cross 2014 si sono svolti a Morgins il 29 marzo. Il programma ha incluso sia la gara femminile che la gara maschile. 
Trattandosi di competizioni valide anche ai fini del punteggio FIS, vi hanno partecipato anche sciatori di altre federazioni, senza che questo consentisse loro di concorrere al titolo nazionale svedese.

## Risultati

### Uomini
| Pos. | Atleta          | Nazione  |
| ---- | --------------- | -------- |
| 1    | Armin Niederer  | Svizzera |
| 2    | Joos Berry      | Svizzera |
| 3    | Gregor Fritsche | Svizzera |
| 4    | Peter Staehli   | Svizzera |

### Donne
| Pos. | Atleta          |          |
| ---- | --------------- | -------- |
| 1    | Sanna Luedi     | Svizzera |
| 2    | Jorinde Mueller | Svizzera |
| 3    | Nicole Frei     | Svizzera |
| 4    | Julie Zooler    | Svizzera |